# Sociedad Autónoma de Mujeres de Barcelona
Sociedad Autónoma de Mujeres de Barcelona fou una organització de caràcter feminista fundada a Barcelona el 1891 per Teresa Claramunt, Ángeles López de Ayala i Amalia Domingo Soler, encara que algunes indiquen que ja tenia activitat el 1889. La data oficial de fundació va ser el 1891 com a culminació de dos grans mítings. Un que es va celebrar el 12 d'abril d'aquell any al Círculo Ecuestre i que va aplegar unes 4.000 dones i l'altre el 26 d'abril al Teatre Circ Barcelonès, al carrer Montserrat i al que també van assistir unes 3.000 treballadores.
Preconitzava la defensa dels interessos laborals i socials de la dona així com la seva autoemancipació. És considerada la primera organització feminista i reivindicava el dret de la dona a participar en tots els nivells de la vida socials i polítics. La seva primera seu va ser al barri del Raval, al carrer de la Cadena per, posteriorment, traslladar-se al carrer Ferlandina, on es realitzaven activitats pioneres a l'època com classes d'alfabetització per a dones, vetllades pedagògiques, actes recreatius i esportius, així com debats polítics, laborals i socials.
El 1898 fou substituïda per la Sociedad Progresiva Femenina, creada a la vila de Gràcia.